# Schwetzingen

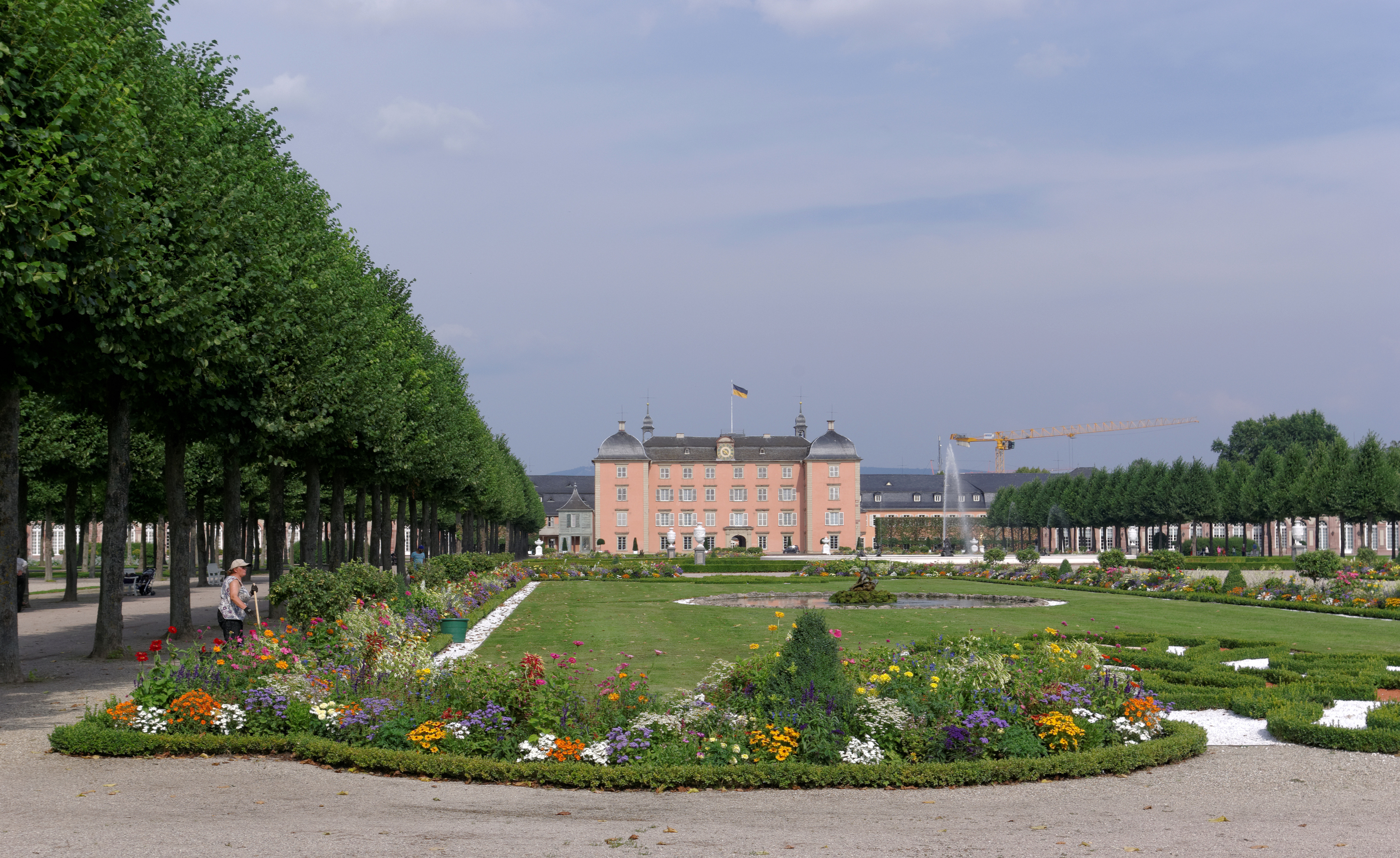
Slottet och parken i Schwetzingen.

Schwetzingen är en stad  i Rhein-Neckar-Kreis i regionen Rhein-Neckar i Regierungsbezirk Karlsruhe i förbundslandet Baden-Württemberg i sydvästra Tyskland. Folkmängden uppgår till cirka 22 000 invånare, på en yta av 22 kvadratkilometer. Staden ligger i Rhen-Neckarregionen mellan städerna Heidelberg och Mannheim. Schwetzingen är känd för sin slottspark som anlades på 1700-talet vidSchwetzingens slott.